# Bomba esponja
Bombas esponja (do hebraico פצצת ספוג "pitsetsat tsfog") são dispositivos especializados projetados para vedar túneis. São bombas químicas não explosivas que liberam uma explosão repentina de espuma em expansão que endurece rapidamente e são pequenas o suficiente para serem colocadas por indivíduos.

## Desenvolvimento
As bombas 'esponja' foram desenvolvidas pelas Forças de Defesa de Israel (IDF) para abordar a guerra nos túneis palestinos na Faixa de Gaza.

## Projeto
Alojadas em um recipiente plástico, as bombas possuem uma divisória metálica que separa dois líquidos. Depois que a partição é removida, os líquidos se misturam e o dispositivo é colocado em seu alvo por um indivíduo ou lançado.
Em 2021, testes de bombas esponja foram conduzidos pelas IDF em túneis simulados.
Durante os testes iniciais destas bombas, descobriu-se que a emulsão líquida era perigosa para trabalhar quando mal manuseada – alguns soldados israelitas perderam a visão.

## Perspectiva histórica
O uso de espuma pegajosa em aplicações militares e de defesa não é sem precedentes. O Corpo de Fuzileiros Navais dos Estados Unidos e o Exército dos Estados Unidos teriam usado fluxos de espuma como ferramentas não letais para controle de multidões ou contenção de combatentes hostis.